# Эгашбатой
Эгашбатой (чечен. ЭгӀашбатой) — чеченский тайп, относящийся к территориальному обществу нохчмахкахой.

## Расселение
Представители тайпа расселены в населённых пунктах: Шали, Сержень-Юрт, Гойты, Цоци-Юрт, Старые Атаги, Чечен-Аул, Бердыкель, Бамматюрт и др.

## История
Большая часть эгашбатойцев была истреблена в ходе постоянной антифеодальной борьбы.
А. С. Сулейманов привёл народную этимологию согласно которой, в основу названия легли собственные имена двух братьев — ЭгӀаш и Бета, которые переселились из горного общества ЦӀеса. Он же ссылаясь на рассказы старожилов, пишет, что далекие предки эгашбатойцев пришли из Шема (Сирия) в Нашха, а оттуда распространились дальше — в ЦӀеса, из ЦӀеса — в ЭгӀашбета.